# Laevipilina rolani
Laevipilina rolani är en blötdjursart som beskrevs av Warén och Bouchet 1990. Laevipilina rolani ingår i släktet Laevipilina och familjen Laevipilinidae. Inga underarter finns listade i Catalogue of Life.